# Ettrick (Nouvelle-Zélande)
Pour les articles homonymes, voir Ettrick.
Ettrick est une petite localité située à l’intérieur de la région d’Otago, dans l’Île du Sud de la Nouvelle-Zélande.

## Situation
La ville d’Ettrick est localisée sur le trajet du fleuve Clutha et de la  route State Highway 8/S H 8 (en) au sud de la ville de Roxburgh et à 5 kilomètres au nord-ouest de la petite ville de Millers Flat.
Comme de nombreux autres villages du secteur, les rues d'Ettrick sont dénommées d’après les  Scottish Borders.

## Histoire
Ettrick fut fondée par des colons écossais durant la Ruée vers l'or du centre d'Otago en 1860, et fut nommé d’après la vallée d'Ettrick en Écosse.

## Activités économiques
Ettrick fut une des premières places en Nouvelle-Zélande où les colons ont commencé à faire pousser les pommes. 
Aujourd 'hui les principaux revenus sont l’élevage des moutons, des bœufs et des vaches laitières et un certain nombre de fruits et en particulier des pommes.
La ville a aussi un « salon de thé» un peu vieillot, qui accueille les visiteurs et fut le décor de la bande annonce du Toyota Hilux en 2011.

## "McEttrick"
Récemment le seul musée à thème McDonald's- de Nouvelle-Zélande a ouvert ses portes au public dans la ville d'Ettrick, mettant en valeur l’importante collection de matériels McDonald dans l'Hémisphère Sud.
Alan Garthwaite, le collectionneur et propriétaire du musée a rassemblé les couteaux pliants McDonald ( knick-knacks) pendant plus de 25 ans. 
Sa collection consiste aussi en boites de burger, coupes, chapeaux, jouets, montres, insignes, poupées et uniformes, certains datant de plus de 40 ans dans le passé .